# Eduardo Caba
Pour les articles homonymes, voir Caba.
Eduardo Caba (Potosí, Bolivie, 1890 - La Paz, Bolivie, 1953) fut un compositeur nationaliste, un pianiste et un professeur de musique bolivien. Il a passé la majeure partie de sa vie professionnelle à Buenos Aires et ses dernières dix années à La Paz.

## Biographie
Ses parents furent "le Dr Gregorio Caba, distingué médecin bolivien et doña Adelina Balsalia, dame italienne de grande culture et dotée d'un fin esprit musical". Aux dires de Salas et Pauletto (1938), sa mère fut sa première enseignante en matière musicale. 
En 1926 il se déplace à Buenos Aires et termine ses études supérieures en harmonie. Là il suit les cours du compositeur argentin Felipe Boero. En 1927 il obtient une bourse du gouvernement bolivien qui lui permet d'aller se perfectionner à Madrid où il est l'élève de Joaquín Turina et de Pérez Casas,. Mais le gouvernement bolivien revient sur son engagement et Caba doit abandonner ses études. Peu après il retourne à Buenos Aires où il s'intègre avec les Argentins, ses bons amis. Là il accroît sa renommée et ses œuvres sont interprétées au Teatro Colón. En 1942 Caba retourne de Buenos Aires à sa patrie après avoir été nommé directeur du Conservatoire national de musique de La Paz,,. Il vit aussi deux années à Montevideo avec sa famille.
Déjà au début de sa carrière Caba a reçu les éloges du très célèbre musicologue espagnol Adolfo Salazar comme le soulignent Salas et Pauletto, citant les commentaires de Salazar dans son ouvrage notable Música y músicos de hoy (1928) et ses articles dans le journal El Sol de Madrid.
Ses compositions furent exécutées dans le salon de La Revue musicale à Paris par le pianiste Ricardo Viñes, un des plus actifs diffuseurs de l'œuvre de Caba, et le musicologue français et fondateur de ladite Revue Henry Prunières le jugeait comme une des valeurs les plus représentatives de l'Amérique. Ninon Vallin, la soprano française qui séjourna fréquemment à Buenos Aires et fut présente dans vingt saisons du Teatro Colón, a également chanté dans des œuvres de Caba.

## Style
Les musicologues Salas et Pauletto considèrent Caba comme un "compositeur intuitif aux motifs vernaculaires de sa patrie". L'aspect vernaculaire est sans doute le plus caractéristique du langage musical de Caba.
Mais le caractère intuitif de l'œuvre de Caba est probablement le plus intéressant, et il est intéressant de comprendre l'origine de cette "intuition". Salas et Pauletto, qui ont connu Eduardo Caba personnellement, l'expliquent ainsi:
« Nacido al lado de los indios, con quienes convivió en su infancia, no es extraño que asimilara integralmente sus medios de expresión musical. Caba no es un folclorista, en la estricta acepción de la palabra, sino un compositor intuitivo, que crea sus motivos como lo hacen los mismos indígenas, es decir, tratando de transmitir sus tradiciones, danzas y cantares, porque él mismo se siente engendro del terruño, indio también. »
Un exemple représentatif de la musique de Caba est sa danse Kollavina, interprétée récemment par le guitariste bolivien Marcos Puña, et présentée dans le livre des deux musicologues susmentionnés.

## Vie privée
Eduardo Caba s'est marié à Buenos Aires avec María del Carmen Huergo et a eu deux enfants, Gregorio et María Adelia.

## Œuvres principales
- 9 Aires indios (de Bolivia)
- Aires indios de Bolivia:
  - Andantino
  - Con reposo
  - Reposado muy expresivo
  - Calmado y expresivo
  - Andantino
  - Allegretto
- Ocho motivos folklóricos de los valles de Bolivia (huit motifs folkloriques des vallées de Bolivie):
  - Allegretto
  - Alegre moderato y expresivo
  - Alegre y ritmo justo
  - Andante expresivo
  - Allegretto expresivo
  - Un poco lento y expresivo
  - Moderato
  - Alegre moderato.
- Flor de bronce
- Kapuri (La Hilandera)
- Flor de amor
- Kollavina
- Indiecita
- Kori-Killa (Luna de oro)
- Himno al Sol, (version pour piano)
- Potosí, poème symphonique qui contient:
  - Leyenda Kechua
  - Monólogo Kechua
  - Danza Kechua.
- Danzata, qui contient quatre danses pour quatuor de luth.